# Zauralskij
Zauralskij (ros. Зауральский) – osiedle typu miejskiego w Rosji, w obwodzie czelabińskim, w rejonie jemanżelińskim. W 2010 liczyło 7884 mieszkańców.